# Eleições parlamentares europeias de 2009 no distrito de Faro
| Eleições parlamentares europeias de 2009 em Portugal Distritos: Aveiro \| Beja \| Braga \| Bragança \| Castelo Branco \| Coimbra \| Évora \| Faro \| Guarda \| Leiria \| Lisboa \| Portalegre \| Porto \| Santarém \| Setúbal \| Viana do Castelo \| Vila Real \| Viseu \| Açores \| Madeira \| Estrangeiro |

## Resultados por concelho
Os resultados nos concelhos do Distrito de Faro foram os seguintes:

### Albufeira
| Partido                 | Partido                        | Votos  | %               | +/-   |
| ----------------------- | ------------------------------ | ------ | --------------- | ----- |
|                         | Partido Social Democrata       | 2 523  | 30,86 / 100,00  | -     |
|                         | Partido Socialista             | 1 880  | 23,00 / 100,00  | 23,79 |
|                         | Bloco de Esquerda              | 1 186  | 14,51 / 100,00  | 9,13  |
|                         | Partido Popular                | 705    | 8,62 / 100,00   | -     |
|                         | Coligação Democrática Unitária | 678    | 8,29 / 100,00   | 1,81  |
|                         | PCTP/MRPP                      | 146    | 1,79 / 100,00   | 0,70  |
|                         | Movimento Esperança Portugal   | 115    | 1,41 / 100,00   | Novo  |
|                         | Outros                         | 295    | 3,62 / 100,00   |       |
| Votos Inválidos         | Votos Inválidos                | 647    | 7,91 / 100,00   | 2,80  |
| Total                   | Total                          | 8 175  | 100,00 / 100,00 |       |
| Eleitorado/Participação | Eleitorado/Participação        | 28 424 | 28,76 / 100,00  | 1,18  |

| Freguesia     | %     | %     | %     | %    | %    | %    | %    | Votantes |
| Freguesia     | PSD   | PS    | BE    | PP   | CDU  | PCTP | MEP  | Votantes |
| ------------- | ----- | ----- | ----- | ---- | ---- | ---- | ---- | -------- |
| Albufeira     | 32,10 | 20,49 | 15,77 | 9,19 | 9,31 | 1,60 | 1,46 | 4 178    |
| Ferreiras     | 26,65 | 26,72 | 13,47 | 8,64 | 6,66 | 2,49 | 1,02 | 1 366    |
| Guia          | 30,48 | 24,41 | 14,85 | 7,99 | 5,51 | 1,57 | 1,46 | 899      |
| Olhos de Água | 34,95 | 22,95 | 12,46 | 8,30 | 9,57 | 1,27 | 1,15 | 867      |
| Paderne       | 27,89 | 27,77 | 11,77 | 6,86 | 7,54 | 2,29 | 1,94 | 875      |
| Albufeira     | 30,86 | 23,00 | 14,51 | 8,62 | 8,29 | 1,79 | 1,41 | 8 175    |

### Alcoutim
| Partido                 | Partido                        | Votos | %               | +/-   |
| ----------------------- | ------------------------------ | ----- | --------------- | ----- |
|                         | Partido Social Democrata       | 435   | 39,73 / 100,00  | -     |
|                         | Partido Socialista             | 353   | 32,24 / 100,00  | 17,44 |
|                         | Coligação Democrática Unitária | 100   | 9,13 / 100,00   | 1,79  |
|                         | Partido Popular                | 62    | 5,66 / 100,00   | -     |
|                         | Bloco de Esquerda              | 46    | 4,20 / 100,00   | 2,59  |
|                         | PCTP/MRPP                      | 21    | 1,92 / 100,00   | 0,71  |
|                         | Outros                         | 27    | 2,46 / 100,00   |       |
| Votos Inválidos         | Votos Inválidos                | 51    | 4,66 / 100,00   | 0,71  |
| Total                   | Total                          | 1 095 | 100,00 / 100,00 |       |
| Eleitorado/Participação | Eleitorado/Participação        | 3 215 | 34,06 / 100,00  | 1,27  |

| Freguesia    | %     | %     | %     | %    | %    | %    | Votantes |
| Freguesia    | PSD   | PS    | CDU   | PP   | BE   | PCTP | Votantes |
| ------------ | ----- | ----- | ----- | ---- | ---- | ---- | -------- |
| Alcoutim     | 33,43 | 35,43 | 10,00 | 4,57 | 6,86 | 1,71 | 350      |
| Giões        | 36,00 | 25,00 | 23,00 | 7,00 | 1,00 | 4,00 | 100      |
| Martim Longo | 52,00 | 27,25 | 5,50  | 5,50 | 2,25 | 1,25 | 400      |
| Pereiro      | 26,80 | 40,21 | 7,22  | 5,15 | 5,15 | 3,09 | 97       |
| Vaqueiros    | 32,43 | 37,84 | 8,78  | 8,11 | 4,73 | 2,03 | 148      |
| Alcoutim     | 39,73 | 32,24 | 9,13  | 5,66 | 4,20 | 1,92 | 1 095    |

### Aljezur
| Partido                 | Partido                        | Votos | %               | +/-   |
| ----------------------- | ------------------------------ | ----- | --------------- | ----- |
|                         | Partido Socialista             | 472   | 29,69 / 100,00  | 25,70 |
|                         | Coligação Democrática Unitária | 281   | 17,67 / 100,00  | 6,78  |
|                         | Partido Social Democrata       | 263   | 16,54 / 100,00  | -     |
|                         | Bloco de Esquerda              | 187   | 11,76 / 100,00  | 7,13  |
|                         | Partido Popular                | 81    | 5,09 / 100,00   | -     |
|                         | PCTP/MRPP                      | 43    | 2,70 / 100,00   | 1,06  |
|                         | Movimento Esperança Portugal   | 30    | 1,89 / 100,00   | Novo  |
|                         | Partido da Terra               | 26    | 1,64 / 100,00   | 0,82  |
|                         | Outros                         | 55    | 3,46 / 100,00   |       |
| Votos Inválidos         | Votos Inválidos                | 152   | 9,56 / 100,00   | 3,53  |
| Total                   | Total                          | 1 590 | 100,00 / 100,00 |       |
| Eleitorado/Participação | Eleitorado/Participação        | 4 410 | 36,05 / 100,00  | 1,63  |

| Freguesia | %     | %     | %     | %     | %    | %    | %    | %    | Votantes |
| Freguesia | PS    | CDU   | PSD   | BE    | PP   | PCTP | MEP  | MPT  | Votantes |
| --------- | ----- | ----- | ----- | ----- | ---- | ---- | ---- | ---- | -------- |
| Aljezur   | 31,46 | 12,92 | 21,23 | 14,45 | 4,48 | 1,66 | 2,17 | 1,15 | 782      |
| Bordeira  | 32,61 | 16,30 | 22,83 | 5,43  | 3,26 | 3,26 | 1,09 | 3,26 | 92       |
| Odeceixe  | 24,24 | 27,55 | 11,85 | 10,74 | 6,06 | 3,31 | 1,65 | 1,10 | 363      |
| Rogil     | 30,59 | 16,71 | 11,05 | 8,50  | 5,95 | 4,25 | 1,70 | 2,83 | 353      |
| Aljezur   | 29,69 | 17,67 | 16,54 | 11,76 | 5,09 | 2,70 | 1,89 | 1,64 | 1 590    |

### Castro Marim
| Partido                 | Partido                        | Votos | %               | +/-   |
| ----------------------- | ------------------------------ | ----- | --------------- | ----- |
|                         | Partido Social Democrata       | 635   | 33,35 / 100,00  | -     |
|                         | Partido Socialista             | 625   | 32,83 / 100,00  | 25,90 |
|                         | Bloco de Esquerda              | 208   | 10,92 / 100,00  | 7,64  |
|                         | Coligação Democrática Unitária | 122   | 6,41 / 100,00   | 1,70  |
|                         | Partido Popular                | 97    | 5,09 / 100,00   | -     |
|                         | PCTP/MRPP                      | 24    | 1,26 / 100,00   | 0,65  |
|                         | Partido da Terra               | 23    | 1,21 / 100,00   | 0,80  |
|                         | Outros                         | 46    | 2,42 / 100,00   |       |
| Votos Inválidos         | Votos Inválidos                | 124   | 6,51 / 100,00   | 1,75  |
| Total                   | Total                          | 1 904 | 100,00 / 100,00 |       |
| Eleitorado/Participação | Eleitorado/Participação        | 6 021 | 31,62 / 100,00  | 1,08  |

| Freguesia    | %     | %     | %     | %    | %    | %    | %    | Votantes |
| Freguesia    | PSD   | PS    | BE    | CDU  | PP   | PCTP | MPT  | Votantes |
| ------------ | ----- | ----- | ----- | ---- | ---- | ---- | ---- | -------- |
| Altura       | 28,57 | 35,08 | 12,66 | 5,79 | 5,79 | 1,45 | 1,81 | 553      |
| Azinhal      | 42,06 | 28,97 | 7,48  | 6,07 | 5,61 | 0    | 0    | 214      |
| Castro Marim | 32,50 | 30,12 | 12,74 | 7,74 | 4,76 | 1,67 | 1,19 | 840      |
| Odeleite     | 38,38 | 39,06 | 5,05  | 4,04 | 4,38 | 0,67 | 1,01 | 297      |
| Castro Marim | 33,35 | 32,83 | 10,92 | 6,41 | 5,09 | 1,26 | 1,21 | 1 904    |

### Faro
| Partido                 | Partido                        | Votos  | %               | +/-   |
| ----------------------- | ------------------------------ | ------ | --------------- | ----- |
|                         | Partido Social Democrata       | 5 016  | 26,55 / 100,00  | -     |
|                         | Partido Socialista             | 4 570  | 24,19 / 100,00  | 23,45 |
|                         | Bloco de Esquerda              | 3 133  | 16,58 / 100,00  | 8,76  |
|                         | Coligação Democrática Unitária | 1 982  | 10,49 / 100,00  | 1,91  |
|                         | Partido Popular                | 1 568  | 8,30 / 100,00   | -     |
|                         | Movimento Esperança Portugal   | 306    | 1,62 / 100,00   | Novo  |
|                         | PCTP/MRPP                      | 285    | 1,51 / 100,00   | 0,67  |
|                         | Outros                         | 587    | 3,11 / 100,00   |       |
| Votos Inválidos         | Votos Inválidos                | 1 444  | 7,65 / 100,00   | 3,53  |
| Total                   | Total                          | 18 891 | 100,00 / 100,00 |       |
| Eleitorado/Participação | Eleitorado/Participação        | 54 142 | 34,89 / 100,00  | 0,65  |

| Freguesia             | %     | %     | %     | %     | %     | %    | %    | Votantes |
| Freguesia             | PSD   | PS    | BE    | CDU   | PP    | MEP  | PCTP | Votantes |
| --------------------- | ----- | ----- | ----- | ----- | ----- | ---- | ---- | -------- |
| Conceição             | 28,74 | 26,92 | 12,64 | 10,34 | 8,14  | 0,77 | 2,97 | 1 044    |
| Estoi                 | 24,31 | 23,56 | 17,06 | 10,77 | 8,42  | 1,60 | 2,03 | 938      |
| Faro (São Pedro)      | 25,49 | 24,24 | 17,57 | 10,42 | 7,87  | 1,39 | 1,48 | 4 320    |
| Faro (Sé)             | 27,29 | 24,49 | 17,16 | 9,73  | 8,16  | 1,77 | 1,27 | 9 476    |
| Montenegro            | 27,01 | 23,46 | 16,41 | 7,24  | 10,40 | 1,87 | 1,28 | 2 029    |
| Santa Bárbara de Nexe | 23,34 | 20,66 | 11,35 | 23,43 | 7,38  | 1,57 | 2,31 | 1 084    |
| Faro                  | 26,55 | 24,19 | 16,58 | 10,49 | 8,30  | 1,62 | 1,51 | 18 891   |

### Lagoa
| Partido                 | Partido                        | Votos  | %               | +/-   |
| ----------------------- | ------------------------------ | ------ | --------------- | ----- |
|                         | Partido Social Democrata       | 1 607  | 26,68 / 100,00  | -     |
|                         | Partido Socialista             | 1 427  | 23,69 / 100,00  | 26,99 |
|                         | Bloco de Esquerda              | 961    | 15,95 / 100,00  | 11,29 |
|                         | Coligação Democrática Unitária | 606    | 10,06 / 100,00  | 2,38  |
|                         | Partido Popular                | 542    | 9,00 / 100,00   | -     |
|                         | PCTP/MRPP                      | 130    | 2,16 / 100,00   | 0,95  |
|                         | Movimento Esperança Portugal   | 84     | 1,39 / 100,00   | Novo  |
|                         | Outros                         | 260    | 4,32 / 100,00   |       |
| Votos Inválidos         | Votos Inválidos                | 407    | 6,76 / 100,00   | 2,74  |
| Total                   | Total                          | 6 024  | 100,00 / 100,00 |       |
| Eleitorado/Participação | Eleitorado/Participação        | 17 347 | 34,73 / 100,00  | 0,87  |

| Freguesia | %     | %     | %     | %     | %     | %    | %    | Votantes |
| Freguesia | PSD   | PS    | BE    | CDU   | PP    | PCTP | MEP  | Votantes |
| --------- | ----- | ----- | ----- | ----- | ----- | ---- | ---- | -------- |
| Carvoeiro | 28,52 | 23,05 | 17,25 | 5,80  | 10,78 | 1,33 | 1,16 | 603      |
| Estômbar  | 23,89 | 26,78 | 14,94 | 12,83 | 7,68  | 2,89 | 1,06 | 1 419    |
| Ferragudo | 21,11 | 31,09 | 15,84 | 12,02 | 6,89  | 1,47 | 1,47 | 682      |
| Lagoa     | 31,27 | 20,30 | 13,88 | 9,05  | 10,70 | 1,92 | 1,65 | 1 823    |
| Parchal   | 20,06 | 22,23 | 22,23 | 11,46 | 6,62  | 2,67 | 1,38 | 1 012    |
| Porches   | 36,91 | 20,82 | 12,16 | 5,36  | 12,16 | 1,86 | 1,65 | 485      |
| Lagoa     | 26,68 | 23,69 | 15,95 | 10,06 | 9,00  | 2,16 | 1,39 | 6 024    |

### Lagos
| Partido                 | Partido                        | Votos  | %               | +/-   |
| ----------------------- | ------------------------------ | ------ | --------------- | ----- |
|                         | Partido Socialista             | 2 220  | 28,13 / 100,00  | 24,40 |
|                         | Partido Social Democrata       | 1 695  | 21,47 / 100,00  | -     |
|                         | Bloco de Esquerda              | 1 292  | 16,37 / 100,00  | 9,65  |
|                         | Coligação Democrática Unitária | 867    | 10,98 / 100,00  | 2,63  |
|                         | Partido Popular                | 499    | 6,32 / 100,00   | -     |
|                         | PCTP/MRPP                      | 186    | 2,36 / 100,00   | 1,12  |
|                         | Movimento Esperança Portugal   | 133    | 1,69 / 100,00   | Novo  |
|                         | Partido da Terra               | 87     | 1,10 / 100,00   | 0,58  |
|                         | Outros                         | 214    | 2,71 / 100,00   |       |
| Votos Inválidos         | Votos Inválidos                | 700    | 8,87 / 100,00   | 3,80  |
| Total                   | Total                          | 7 893  | 100,00 / 100,00 |       |
| Eleitorado/Participação | Eleitorado/Participação        | 22 482 | 35,11 / 100,00  | 0,43  |

| Freguesia             | %     | %     | %     | %     | %    | %    | %    | %    | Votantes |
| Freguesia             | PS    | PSD   | BE    | CDU   | PP   | PCTP | MEP  | MPT  | Votantes |
| --------------------- | ----- | ----- | ----- | ----- | ---- | ---- | ---- | ---- | -------- |
| Barão de São João     | 30,88 | 23,04 | 7,83  | 16,59 | 5,07 | 1,84 | 1,38 | 2,30 | 217      |
| Bensafrim             | 33,71 | 18,83 | 14,69 | 12,62 | 3,95 | 3,20 | 1,88 | 1,32 | 531      |
| Lagos (Santa Maria)   | 23,95 | 26,88 | 17,42 | 7,76  | 8,00 | 1,56 | 1,47 | 1,09 | 2 113    |
| Lagos (São Sebastião) | 28,55 | 19,28 | 16,88 | 12,10 | 5,90 | 2,59 | 1,95 | 0,91 | 3 744    |
| Luz                   | 30,70 | 21,72 | 17,06 | 8,44  | 6,64 | 1,44 | 0,90 | 1,80 | 557      |
| Odiáxere              | 31,19 | 18,33 | 13,95 | 13,68 | 5,47 | 3,69 | 1,50 | 1,09 | 731      |
| Lagos                 | 28,13 | 21,47 | 16,37 | 10,98 | 6,32 | 2,36 | 1,69 | 1,10 | 7 893    |

### Loulé
| Partido                 | Partido                        | Votos  | %               | +/-   |
| ----------------------- | ------------------------------ | ------ | --------------- | ----- |
|                         | Partido Social Democrata       | 5 574  | 34,52 / 100,00  | -     |
|                         | Partido Socialista             | 3 702  | 22,93 / 100,00  | 21,21 |
|                         | Bloco de Esquerda              | 2 065  | 12,79 / 100,00  | 8,04  |
|                         | Partido Popular                | 1 502  | 9,30 / 100,00   | -     |
|                         | Coligação Democrática Unitária | 1 069  | 6,62 / 100,00   | 2,50  |
|                         | PCTP/MRPP                      | 225    | 1,39 / 100,00   | 0,43  |
|                         | Movimento Esperança Portugal   | 171    | 1,06 / 100,00   | Novo  |
|                         | Outros                         | 593    | 3,67 / 100,00   |       |
| Votos Inválidos         | Votos Inválidos                | 1 246  | 7,72 / 100,00   | 1,61  |
| Total                   | Total                          | 16 147 | 100,00 / 100,00 |       |
| Eleitorado/Participação | Eleitorado/Participação        | 54 037 | 29,88 / 100,00  | 0,25  |

| Freguesia             | %     | %     | %     | %     | %    | %    | %    | Votantes |
| Freguesia             | PSD   | PS    | BE    | PP    | CDU  | PCTP | MEP  | Votantes |
| --------------------- | ----- | ----- | ----- | ----- | ---- | ---- | ---- | -------- |
| Almancil              | 32,56 | 23,23 | 10,96 | 10,85 | 9,01 | 1,00 | 1,05 | 1 898    |
| Alte                  | 31,34 | 29,30 | 12,10 | 5,83  | 5,98 | 2,33 | 0,29 | 686      |
| Ameixial              | 40,20 | 37,75 | 5,88  | 4,41  | 5,39 | 0,49 | 0,49 | 204      |
| Benafim               | 41,53 | 23,81 | 5,03  | 6,88  | 5,56 | 2,91 | 0,79 | 378      |
| Boliqueime            | 38,28 | 18,01 | 9,72  | 12,21 | 5,35 | 1,51 | 1,06 | 1 327    |
| Loulé (São Clemente)  | 30,21 | 24,11 | 15,65 | 8,56  | 6,94 | 1,52 | 1,04 | 4 147    |
| Loulé (São Sebastião) | 41,04 | 20,20 | 11,73 | 7,84  | 5,44 | 0,85 | 1,12 | 1 876    |
| Quarteira             | 34,23 | 21,13 | 14,59 | 11,68 | 6,20 | 1,37 | 1,39 | 4 160    |
| Querença              | 32,68 | 33,66 | 8,17  | 3,92  | 7,19 | 2,29 | 0,33 | 306      |
| Salir                 | 36,16 | 25,74 | 10,41 | 5,26  | 7,89 | 0,80 | 0,69 | 874      |
| Tôr                   | 45,02 | 23,37 | 7,56  | 4,47  | 5,15 | 2,75 | 0,69 | 291      |
| Loulé                 | 34,52 | 22,93 | 12,79 | 9,30  | 6,62 | 1,39 | 1,06 | 16 147   |

### Monchique
| Partido                 | Partido                        | Votos | %               | +/-   |
| ----------------------- | ------------------------------ | ----- | --------------- | ----- |
|                         | Partido Social Democrata       | 793   | 30,37 / 100,00  | -     |
|                         | Partido Socialista             | 676   | 25,89 / 100,00  | 24,33 |
|                         | Bloco de Esquerda              | 279   | 10,69 / 100,00  | 6,94  |
|                         | Coligação Democrática Unitária | 252   | 9,65 / 100,00   | 2,49  |
|                         | Partido Popular                | 151   | 5,78 / 100,00   | -     |
|                         | PCTP/MRPP                      | 71    | 2,72 / 100,00   | 1,18  |
|                         | Movimento Esperança Portugal   | 33    | 1,26 / 100,00   | Novo  |
|                         | Partido da Terra               | 33    | 1,26 / 100,00   | 0,77  |
|                         | Outros                         | 63    | 2,43 / 100,00   |       |
| Votos Inválidos         | Votos Inválidos                | 260   | 9,96 / 100,00   | 4,23  |
| Total                   | Total                          | 2 611 | 100,00 / 100,00 |       |
| Eleitorado/Participação | Eleitorado/Participação        | 5 764 | 45,30 / 100,00  | 1,59  |

| Freguesia | %     | %     | %     | %     | %    | %    | %    | %    | Votantes |
| Freguesia | PSD   | PS    | BE    | CDU   | PP   | PCTP | MEP  | MPT  | Votantes |
| --------- | ----- | ----- | ----- | ----- | ---- | ---- | ---- | ---- | -------- |
| Alferce   | 30,00 | 27,89 | 8,42  | 6,84  | 5,79 | 3,16 | 1,05 | 1,58 | 190      |
| Marmelete | 38,01 | 23,68 | 7,89  | 4,68  | 7,02 | 2,34 | 1,17 | 0,58 | 342      |
| Monchique | 29,15 | 26,07 | 11,35 | 10,73 | 5,58 | 2,74 | 1,30 | 1,35 | 2 079    |
| Monchique | 30,37 | 25,89 | 10,69 | 9,65  | 5,78 | 2,72 | 1,26 | 1,26 | 2 611    |

### Olhão
| Partido                 | Partido                        | Votos  | %               | +/-   |
| ----------------------- | ------------------------------ | ------ | --------------- | ----- |
|                         | Partido Social Democrata       | 2 511  | 24,26 / 100,00  | -     |
|                         | Partido Socialista             | 2 424  | 23,42 / 100,00  | 28,45 |
|                         | Bloco de Esquerda              | 1 751  | 16,92 / 100,00  | 11,01 |
|                         | Coligação Democrática Unitária | 1 266  | 12,23 / 100,00  | 4,29  |
|                         | Partido Popular                | 851    | 8,22 / 100,00   | -     |
|                         | PCTP/MRPP                      | 240    | 2,32 / 100,00   | 0,67  |
|                         | Movimento Esperança Portugal   | 153    | 1,48 / 100,00   | Novo  |
|                         | Partido da Terra               | 109    | 1,05 / 100,00   | 0,47  |
|                         | Outros                         | 286    | 2,77 / 100,00   |       |
| Votos Inválidos         | Votos Inválidos                | 758    | 7,33 / 100,00   | 3,15  |
| Total                   | Total                          | 10 349 | 100,00 / 100,00 |       |
| Eleitorado/Participação | Eleitorado/Participação        | 35 597 | 29,07 / 100,00  | 0,92  |

| Freguesia    | %     | %     | %     | %     | %    | %    | %    | %    | Votantes |
| Freguesia    | PSD   | PS    | BE    | CDU   | PP   | PCTP | MEP  | MPT  | Votantes |
| ------------ | ----- | ----- | ----- | ----- | ---- | ---- | ---- | ---- | -------- |
| Fuseta       | 16,70 | 30,44 | 13,11 | 17,02 | 6,98 | 2,64 | 0,63 | 1,06 | 946      |
| Moncarapacho | 30,66 | 21,01 | 14,59 | 8,89  | 8,01 | 2,14 | 1,70 | 0,88 | 1 823    |
| Olhão        | 24,68 | 23,87 | 18,36 | 11,55 | 7,73 | 2,41 | 1,46 | 1,08 | 3 687    |
| Pechão       | 23,43 | 21,53 | 18,26 | 14,17 | 6,13 | 2,45 | 1,77 | 1,50 | 734      |
| Quelfes      | 22,54 | 22,63 | 17,41 | 13,07 | 9,78 | 2,18 | 1,55 | 1,01 | 3 159    |
| Olhão        | 24,26 | 23,42 | 16,92 | 12,23 | 8,22 | 2,32 | 1,48 | 1,05 | 10 349   |

### Portimão
| Partido                 | Partido                        | Votos  | %               | +/-   |
| ----------------------- | ------------------------------ | ------ | --------------- | ----- |
|                         | Partido Socialista             | 3 990  | 25,97 / 100,00  | 24,58 |
|                         | Partido Social Democrata       | 3 742  | 24,35 / 100,00  | -     |
|                         | Bloco de Esquerda              | 2 626  | 17,09 / 100,00  | 10,19 |
|                         | Coligação Democrática Unitária | 1 430  | 9,31 / 100,00   | 1,84  |
|                         | Partido Popular                | 1 284  | 8,36 / 100,00   | -     |
|                         | PCTP/MRPP                      | 275    | 1,79 / 100,00   | 0,66  |
|                         | Movimento Esperança Portugal   | 268    | 1,74 / 100,00   | Novo  |
|                         | Outros                         | 598    | 3,90 / 100,00   |       |
| Votos Inválidos         | Votos Inválidos                | 1 152  | 7,50 / 100,00   | 3,15  |
| Total                   | Total                          | 15 365 | 100,00 / 100,00 |       |
| Eleitorado/Participação | Eleitorado/Participação        | 42 653 | 36,02 / 100,00  | 2,08  |

| Freguesia          | %     | %     | %     | %     | %    | %    | %    | Votantes |
| Freguesia          | PS    | PSD   | BE    | CDU   | PP   | PCTP | MEP  | Votantes |
| ------------------ | ----- | ----- | ----- | ----- | ---- | ---- | ---- | -------- |
| Alvor              | 30,06 | 19,04 | 17,71 | 10,95 | 7,81 | 2,09 | 1,05 | 1 434    |
| Mexilhoeira Grande | 36,85 | 14,56 | 12,95 | 7,64  | 6,76 | 2,49 | 3,22 | 1 243    |
| Portimão           | 24,44 | 25,91 | 17,43 | 9,28  | 8,58 | 1,69 | 1,68 | 12 688   |
| Portimão           | 25,97 | 24,35 | 17,09 | 9,31  | 8,36 | 1,79 | 1,74 | 15 365   |

### São Brás de Alportel
| Partido                 | Partido                        | Votos | %               | +/-   |
| ----------------------- | ------------------------------ | ----- | --------------- | ----- |
|                         | Partido Socialista             | 848   | 28,62 / 100,00  | 20,85 |
|                         | Partido Social Democrata       | 816   | 27,54 / 100,00  | -     |
|                         | Bloco de Esquerda              | 378   | 12,76 / 100,00  | 8,43  |
|                         | Coligação Democrática Unitária | 258   | 8,71 / 100,00   | 1,55  |
|                         | Partido Popular                | 221   | 7,46 / 100,00   | -     |
|                         | PCTP/MRPP                      | 42    | 1,42 / 100,00   | 0,20  |
|                         | Movimento Esperança Portugal   | 31    | 1,05 / 100,00   | Novo  |
|                         | Outros                         | 85    | 2,87 / 100,00   |       |
| Votos Inválidos         | Votos Inválidos                | 284   | 9,58 / 100,00   | 4,43  |
| Total                   | Total                          | 2 963 | 100,00 / 100,00 |       |
| Eleitorado/Participação | Eleitorado/Participação        | 8 724 | 33,96 / 100,00  | 1,32  |

| Freguesia             | %     | %     | %     | %    | %    | %    | %    | Votantes |
| Freguesia             | PS    | PSD   | BE    | CDU  | PP   | PCTP | MEP  | Votantes |
| --------------------- | ----- | ----- | ----- | ---- | ---- | ---- | ---- | -------- |
| São Brás de Alportel  | 28,62 | 27,54 | 12,76 | 8,71 | 7,46 | 1,42 | 1,05 | 2 963    |
| São Brás de Alportel' | 28,62 | 27,54 | 12,76 | 8,71 | 7,46 | 1,42 | 1,05 | 2 963    |

### Silves
| Partido                 | Partido                        | Votos  | %               | +/-   |
| ----------------------- | ------------------------------ | ------ | --------------- | ----- |
|                         | Partido Social Democrata       | 2 388  | 24,59 / 100,00  | -     |
|                         | Partido Socialista             | 2 286  | 23,54 / 100,00  | 26,66 |
|                         | Coligação Democrática Unitária | 1 543  | 15,89 / 100,00  | 3,62  |
|                         | Bloco de Esquerda              | 1 389  | 14,30 / 100,00  | 9,80  |
|                         | Partido Popular                | 606    | 6,24 / 100,00   | -     |
|                         | PCTP/MRPP                      | 210    | 2,16 / 100,00   | 0,59  |
|                         | Movimento Esperança Portugal   | 125    | 1,29 / 100,00   | Novo  |
|                         | Outros                         | 371    | 3,83 / 100,00   |       |
| Votos Inválidos         | Votos Inválidos                | 793    | 8,16 / 100,00   | 3,88  |
| Total                   | Total                          | 9 711  | 100,00 / 100,00 |       |
| Eleitorado/Participação | Eleitorado/Participação        | 29 676 | 32,72 / 100,00  | 1,09  |

| Freguesia                  | %     | %     | %     | %     | %     | %    | %    | Votantes |
| Freguesia                  | PSD   | PS    | CDU   | BE    | PP    | PCTP | MEP  | Votantes |
| -------------------------- | ----- | ----- | ----- | ----- | ----- | ---- | ---- | -------- |
| Alcantarilha               | 26,25 | 27,86 | 10,47 | 12,08 | 8,86  | 1,77 | 0,64 | 621      |
| Algoz                      | 30,67 | 22,47 | 8,81  | 11,54 | 5,87  | 2,02 | 1,82 | 988      |
| Armação de Pêra            | 29,27 | 27,30 | 8,44  | 13,13 | 10,69 | 0,84 | 1,22 | 1 066    |
| Pêra                       | 33,62 | 21,25 | 10,10 | 14,63 | 6,45  | 0,87 | 1,05 | 574      |
| São Bartolomeu de Messines | 23,40 | 25,69 | 17,20 | 13,91 | 5,07  | 2,38 | 1,34 | 2 308    |
| São Marcos da Serra        | 20,28 | 30,66 | 14,39 | 9,20  | 7,31  | 4,72 | 0,71 | 424      |
| Silves                     | 20,52 | 19,75 | 22,38 | 16,41 | 4,78  | 2,57 | 1,38 | 3 114    |
| Tunes                      | 24,68 | 22,73 | 14,29 | 17,05 | 7,31  | 1,62 | 1,14 | 616      |
| Silves                     | 24,59 | 23,54 | 15,89 | 14,30 | 6,24  | 2,16 | 1,29 | 9 711    |

### Tavira
| Partido                 | Partido                        | Votos  | %               | +/-   |
| ----------------------- | ------------------------------ | ------ | --------------- | ----- |
|                         | Partido Social Democrata       | 2 126  | 30,90 / 100,00  | -     |
|                         | Partido Socialista             | 1 869  | 27,17 / 100,00  | 23,33 |
|                         | Bloco de Esquerda              | 896    | 13,02 / 100,00  | 7,49  |
|                         | Coligação Democrática Unitária | 521    | 7,57 / 100,00   | 2,82  |
|                         | Partido Popular                | 498    | 7,24 / 100,00   | -     |
|                         | PCTP/MRPP                      | 128    | 1,86 / 100,00   | 0,57  |
|                         | Movimento Esperança Portugal   | 99     | 1,44 / 100,00   | Novo  |
|                         | Outros                         | 195    | 2,83 / 100,00   |       |
| Votos Inválidos         | Votos Inválidos                | 548    | 7,96 / 100,00   | 2,42  |
| Total                   | Total                          | 6 880  | 100,00 / 100,00 |       |
| Eleitorado/Participação | Eleitorado/Participação        | 22 763 | 30,22 / 100,00  | 0,06  |

| Freguesia                        | %     | %     | %     | %     | %    | %    | %    | Votantes |
| Freguesia                        | PSD   | PS    | BE    | CDU   | PP   | PCTP | MEP  | Votantes |
| -------------------------------- | ----- | ----- | ----- | ----- | ---- | ---- | ---- | -------- |
| Cabanas de Tavira                | 21,11 | 34,44 | 20,37 | 6,67  | 3,70 | 2,96 | 1,11 | 270      |
| Cachopo                          | 44,32 | 31,87 | 4,40  | 3,66  | 4,40 | 0,73 | 0,73 | 273      |
| Conceição de Tavira              | 26,61 | 35,17 | 10,40 | 9,48  | 4,89 | 1,83 | 1,53 | 327      |
| Luz de Tavira                    | 27,18 | 25,88 | 11,94 | 8,12  | 8,93 | 2,81 | 1,40 | 997      |
| Santa Catarina da Fonte do Bispo | 38,54 | 25,64 | 8,15  | 5,43  | 6,11 | 1,70 | 1,70 | 589      |
| Santa Luzia                      | 22,93 | 32,27 | 11,73 | 13,07 | 6,93 | 0,53 | 1,87 | 375      |
| Santo Estêvão                    | 25,76 | 29,92 | 11,36 | 11,63 | 5,54 | 2,22 | 1,39 | 361      |
| Tavira (Santa Maria)             | 30,27 | 26,51 | 14,52 | 7,37  | 7,80 | 1,94 | 1,34 | 1 860    |
| Tavira (Santiago)                | 33,97 | 24,23 | 14,93 | 6,62  | 7,88 | 1,53 | 1,53 | 1 828    |
| Tavira                           | 30,90 | 27,17 | 13,02 | 7,57  | 7,24 | 1,86 | 1,44 | 6 880    |

### Vila do Bispo
| Partido                 | Partido                        | Votos | %               | +/-   |
| ----------------------- | ------------------------------ | ----- | --------------- | ----- |
|                         | Partido Socialista             | 494   | 33,38 / 100,00  | 23,59 |
|                         | Partido Social Democrata       | 355   | 23,99 / 100,00  | -     |
|                         | Bloco de Esquerda              | 209   | 14,12 / 100,00  | 8,74  |
|                         | Coligação Democrática Unitária | 137   | 9,26 / 100,00   | 2,91  |
|                         | Partido Popular                | 57    | 3,85 / 100,00   | -     |
|                         | PCTP/MRPP                      | 31    | 2,09 / 100,00   | 0,79  |
|                         | Movimento Esperança Portugal   | 28    | 1,89 / 100,00   | Novo  |
|                         | Partido da Terra               | 21    | 1,42 / 100,00   | 0,90  |
|                         | Outros                         | 38    | 2,57 / 100,00   |       |
| Votos Inválidos         | Votos Inválidos                | 110   | 7,43 / 100,00   | 4,19  |
| Total                   | Total                          | 1 480 | 100,00 / 100,00 |       |
| Eleitorado/Participação | Eleitorado/Participação        | 4 205 | 35,20 / 100,00  | 0,93  |

| Freguesia           | %     | %     | %     | %     | %    | %    | %    | %    | Votantes |
| Freguesia           | PS    | PSD   | BE    | CDU   | PP   | PCTP | MEP  | MPT  | Votantes |
| ------------------- | ----- | ----- | ----- | ----- | ---- | ---- | ---- | ---- | -------- |
| Barão de São Miguel | 30,08 | 18,70 | 13,82 | 17,89 | 2,44 | 2,44 | 0    | 2,44 | 123      |
| Budens              | 32,43 | 18,92 | 17,03 | 9,73  | 4,86 | 2,43 | 2,16 | 0,27 | 370      |
| Raposeira           | 50,00 | 24,68 | 3,16  | 3,80  | 4,43 | 0,63 | 1,27 | 0,63 | 158      |
| Sagres              | 33,07 | 29,46 | 11,62 | 7,62  | 4,21 | 1,40 | 2,00 | 2,00 | 499      |
| Vila do Bispo       | 28,18 | 23,03 | 20,00 | 10,61 | 2,42 | 3,33 | 2,42 | 1,82 | 330      |
| Vila do Bispo       | 33,38 | 23,99 | 14,12 | 9,26  | 3,85 | 2,09 | 1,89 | 1,42 | 1 480    |

### Vila Real de Santo António
| Partido                 | Partido                        | Votos  | %               | +/-   |
| ----------------------- | ------------------------------ | ------ | --------------- | ----- |
|                         | Partido Social Democrata       | 1 228  | 26,16 / 100,00  | -     |
|                         | Partido Socialista             | 1 129  | 24,05 / 100,00  | 23,56 |
|                         | Coligação Democrática Unitária | 869    | 18,51 / 100,00  | 1,30  |
|                         | Bloco de Esquerda              | 706    | 15,04 / 100,00  | 8,92  |
|                         | Partido Popular                | 241    | 5,13 / 100,00   | -     |
|                         | PCTP/MRPP                      | 78     | 1,66 / 100,00   | 0,04  |
|                         | Movimento Esperança Portugal   | 49     | 1,04 / 100,00   | Novo  |
|                         | Outros                         | 130    | 2,77 / 100,00   |       |
| Votos Inválidos         | Votos Inválidos                | 265    | 5,65 / 100,00   | 1,96  |
| Total                   | Total                          | 4 695  | 100,00 / 100,00 |       |
| Eleitorado/Participação | Eleitorado/Participação        | 16 337 | 28,74 / 100,00  | 1,28  |

| Freguesia                  | %     | %     | %     | %     | %    | %    | %    | Votantes |
| Freguesia                  | PSD   | PS    | CDU   | BE    | PP   | PCTP | MEP  | Votantes |
| -------------------------- | ----- | ----- | ----- | ----- | ---- | ---- | ---- | -------- |
| Monte Gordo                | 28,78 | 21,62 | 23,65 | 11,22 | 3,92 | 2,03 | 1,49 | 740      |
| Vila Nova de Cacela        | 28,01 | 29,47 | 10,91 | 14,40 | 4,95 | 1,80 | 0,79 | 889      |
| Vila Real de Santo António | 24,98 | 23,06 | 19,47 | 16,14 | 5,48 | 1,53 | 1,01 | 3 066    |
| Vila Real de Santo António | 26,16 | 24,05 | 18,51 | 15,04 | 5,13 | 1,66 | 1,04 | 4 695    |